# Holothrix incurva
Holothrix incurva är en orkidéart som beskrevs av John Lindley. Holothrix incurva ingår i släktet Holothrix och familjen orkidéer. Inga underarter finns listade i Catalogue of Life.